# 科子林
科子林，原寫為科仔林，是臺灣嘉義縣梅山鄉的一個傳統地域名稱，位於該鄉最東端。相較於今日行政區，其範圍大致包括太和村不含東北部凸出部分的東北側及南側、瑞里村南半部。

## 歷史
台灣日治初期，科子林地區為一（舊制）街庄，稱為「科仔林庄」，隸屬於打貓東頂堡。該庄北與草藔庄為鄰，東北及東為蕃地，南邊為大湖庄，西邊南段凸出部分的西南側及西側為金獅藔庄，該凸出部分的北側及西邊北段所夾者為生毛樹庄。
1901年（日治明治三十四年）11月，全台設置二十廳，該庄隸屬於嘉義廳。1904年（明治三十七年）2月，該庄編入「大坪區」，隸屬於嘉義廳。1909年（明治四十二年）10月，合併二十廳為十二廳，該庄改編入「梅仔坑區」，仍隸屬於嘉義廳。1912年（明治四十五年）1月24日，該庄南鄰因大湖庄一分為二而變成新成立的糞箕湖庄。1920年（大正九年），廢十二廳改設五州二廳，該庄改制並簡化為「科子林」大字，隸屬於臺南州嘉義郡小梅庄（新制街庄）。
戰後小梅庄改制為小梅鄉，隸屬於臺南縣，大字亦改制為村。1946年6月21日，小梅鄉改名梅山鄉。1950年雲、嘉、南分治，梅山鄉改隸屬於嘉義縣。

## 聚落
本地區發展較早的聚落有巧田藔、社後坪、蛤里味（太和）、淡水溪（已消失）等，在日治期初期的官方地圖上已有記載。

## 交通
縣道149甲線是雲林縣斗六市斗六市區至嘉義縣梅山鄉太和的道路（未全線通車），終點在本地區太和聚落西邊油車寮的縣道166號路口。由此（大方向）西北行可前往雲林縣古坑鄉東南部、南投縣竹山鎮西南端、雲林縣古坑鄉北部、斗六市，並止於省道台3線路口。但古坑鄉清水溪橋東側路段目前中斷無法通行，必須繞道縣道149乙線、縣道149號。
縣道162甲線是梅山鄉圳頭（實際起點在梅山市區）至太和的道路，全線皆在梅山鄉境內，終點在本地區太和聚落西邊的縣道169號路口。由此（大方向）西行可前往梅山市區，並止於縣道149號轉角路口。
縣道166號是東石鄉東石市區至梅山鄉瑞里的道路，經過本地區西部南側凸出部分。由該道路（大方向）東行可前往瑞里，並止於縣道162甲線路口；西行可前往竹崎鄉、民雄鄉、新港鄉、六腳鄉、東石鄉，並止於縣道168號轉角路口。
縣道169號是阿里山鄉豐山（實際起點在梅山鄉太和村阿里山溪社興橋頭）至阿里山鄉里佳的道路，實際起點在本地區東北部的社興橋南側橋頭。由此（大方向）南行可前往竹崎鄉東端、阿里山鄉中部偏西南，並止於里佳聚落。

## 學校
- 太和國小
- 仁和國小

## 景點
- 雲潭瀑布